# Skarpnäck företagsområde

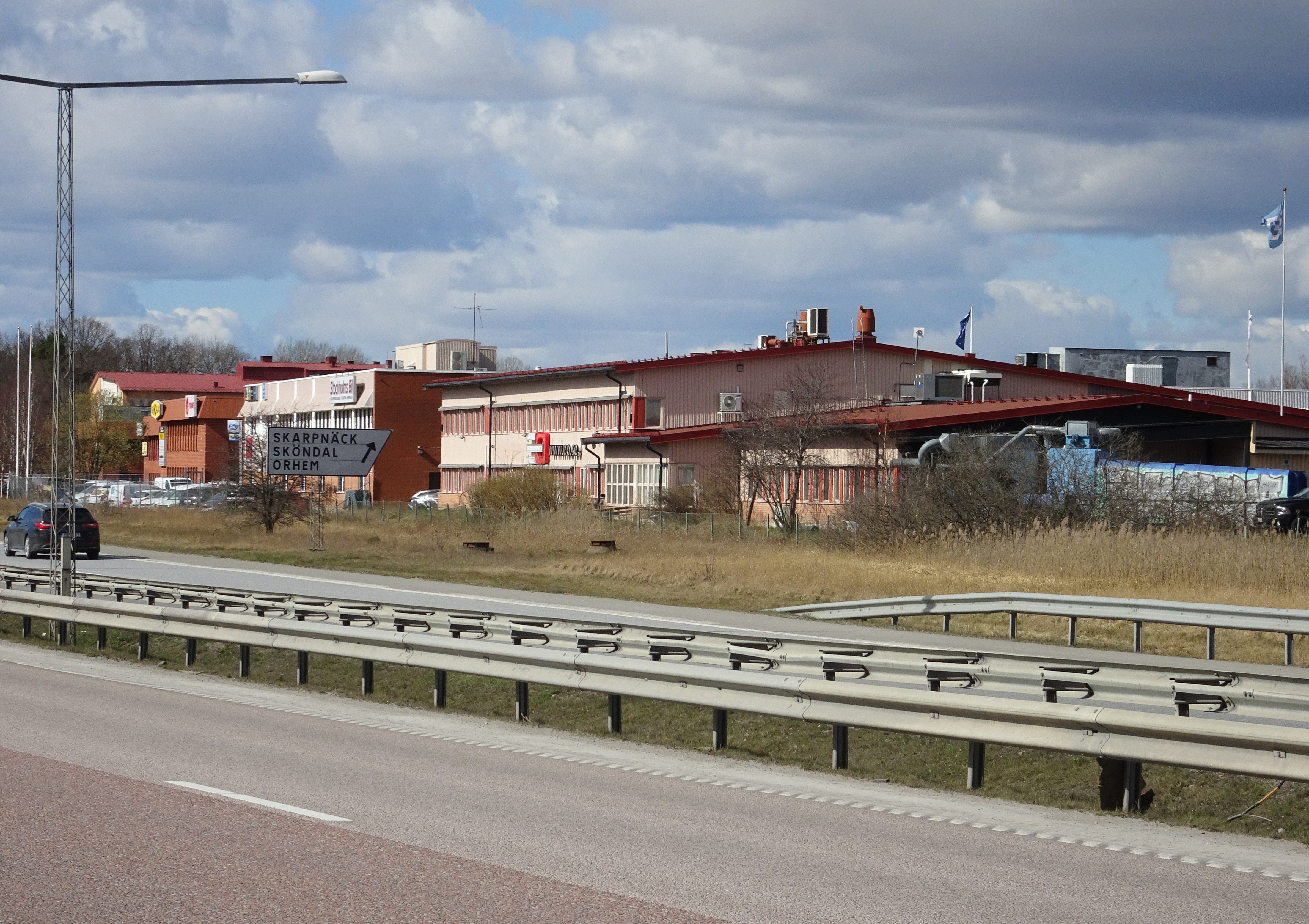
Området sett från Tyresövägen 2020.

Skarpnäck företagsområde är ett industriområde för kontor och lätt industri belägen i södra delen Skarpnäcksfältet i stadsdelen Skarpnäcks gård i Söderort inom Stockholms kommun.

## Bakgrund
Området var tidigare en del av Skarpnäcks flygfält. Större delen var plant med en mindre kulle i västra delen (dagens Skevrodrets skog) som sparades. En stadsplan (Pl. 8214) vann laga kraft i maj 1984. Enligt den skulle planområdet delas in i fyra kvarter och matas från en huvudgata (dagens Flygfältsgatan och Fraktflygargatan). Gatu- och kvartersnamnen (Hangaren, Flyghallen, Landningsbanan och Skevrodret) inspirerades av den tidigare flygverksamheten på fältet. Maximal byggnadshöjd fastställdes till 13 meter som ansågs motsvara fyra kontorsvåningar. Enligt Stockholms stadsbyggnadskontor lämpar sig området för företag inom produktion, lager och kontor, dock inte med störande verksamhet med tanke på de närliggande bostäderna. Enligt stadsplanens planbeskrivning skulle fasadmaterialet helt eller delvis utgöras i rött tegel och anknyta till Skarpnäcksfältets nybebyggelse.

## Beskrivning
Företagsområdets byggnader uppfördes på 1980- och 1990-talen och ligger väl samlade som en buffert mellan Tyresövägen och Skarpnäcksfältets bostadshus. Infart till området ordnades från korsningen Gamla Tyresövägen och motorvägen Tyresövägen (Trafikplats Skarpnäck). Mot norr och bostadsbebyggelsen begränsas området av den något bredare Horisontvägen. Mot Tyresövägen lades en remsa parkmark. De första industrihusen som kom på plats 1983-1984 var fyra parallellställda byggnader i kvarteret Landningsbanan. De ritades av Egon Saat arkitektkontor och hade en prefabstomme av Strängbetong.
År 2013 hade Skarpnäck företagsområde cirka 100 arbetsställen med omkring 1 400 anställda. Flest företag finns inom handel, bygg, utbildning, forskning och utveckling. Största företag är Rohde & Schwarz Sverige AB (partihandel med mät- och precisionsinstrument), Devex Propart AB (tillverkning av datorer och kringutrustning), Schroff Scandinavia AB (partihandel med elektronikkomponenter) och Pmi Clean AB (lokalvård). Det finns även flera mindre företag som har sina verksamhetsområden inom biltillbehör och bilservice. I områdets norra del, vid Fraktflygargatan 16, ligger sedan 1990 Skarpnäcks folkhögskola.

## Bilder

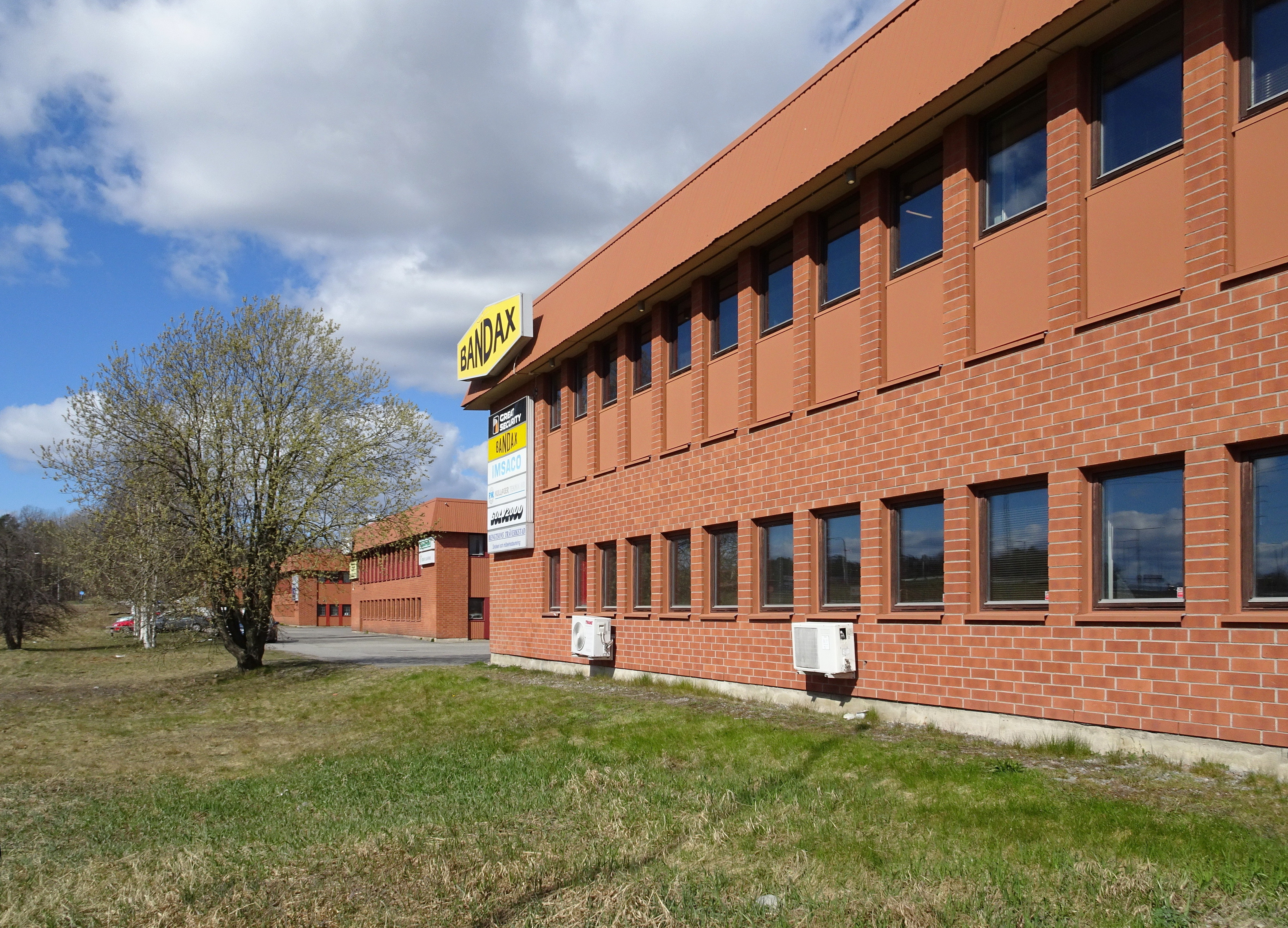
Bebyggelsen i kvarteret Landningsbanan fasader mot Tyresövägen.
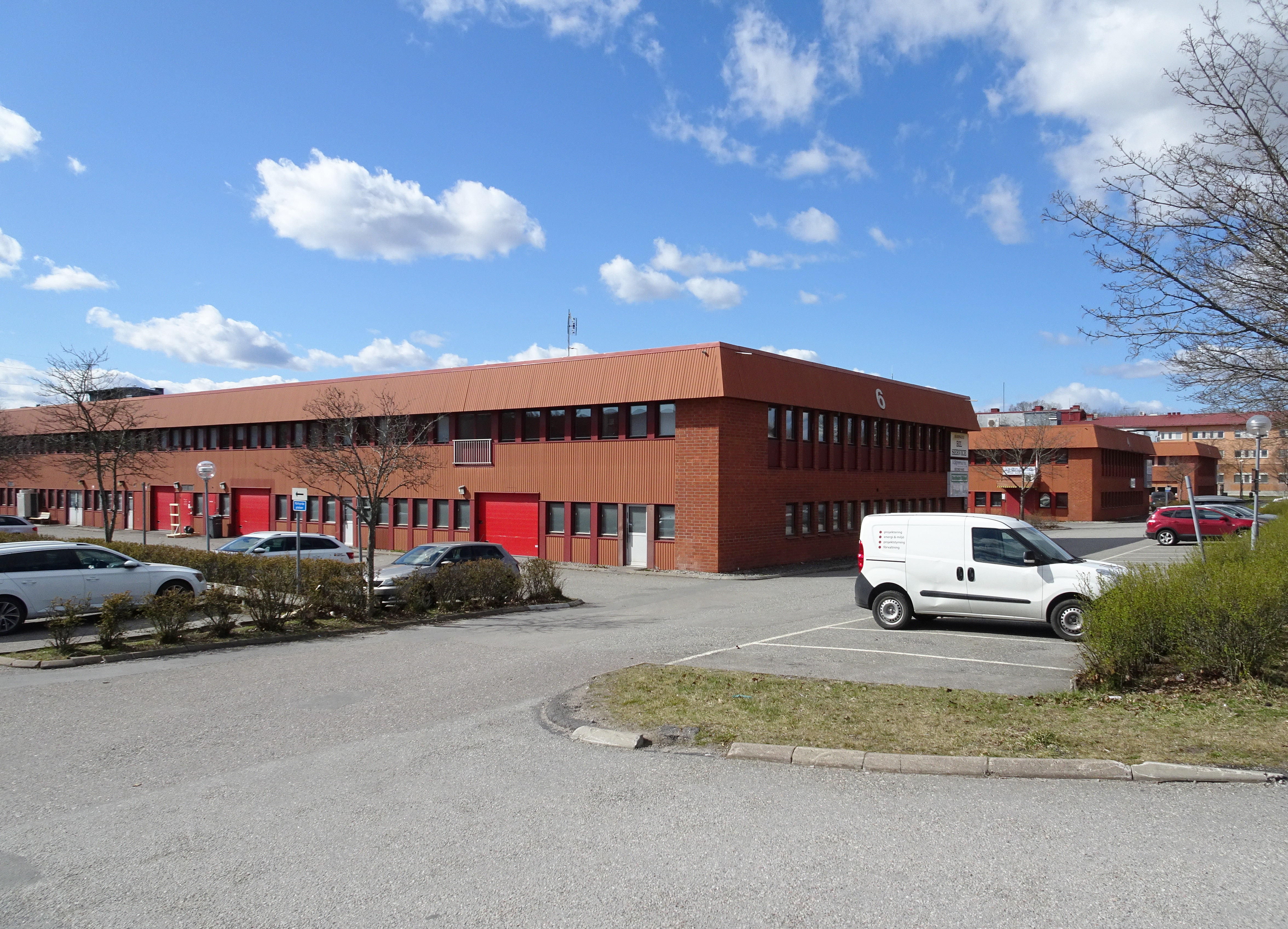
Flygfältsgatan 6, 4, 2 västerut.
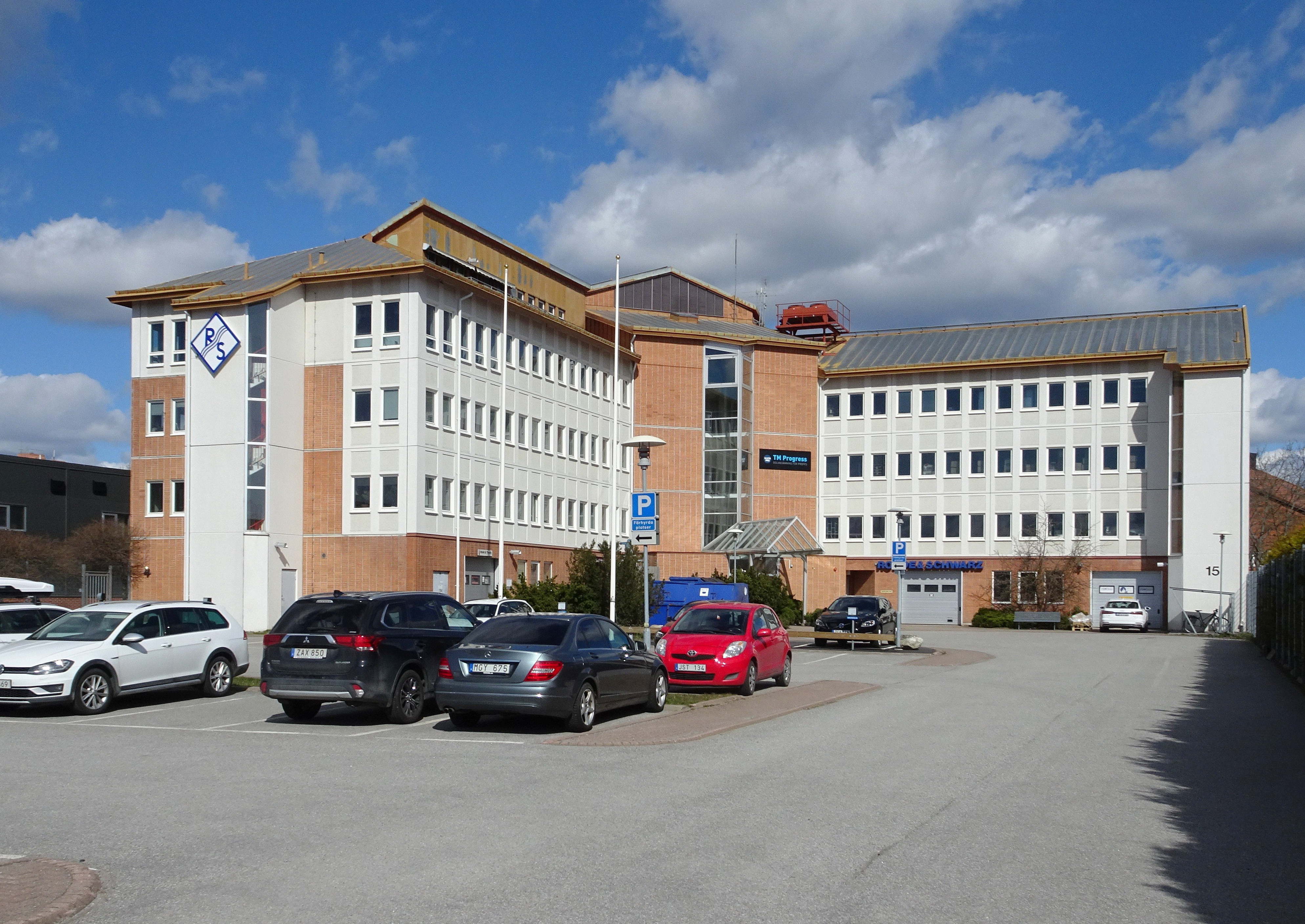
Rohde & Schwarz, Flygfältsgatan 15.
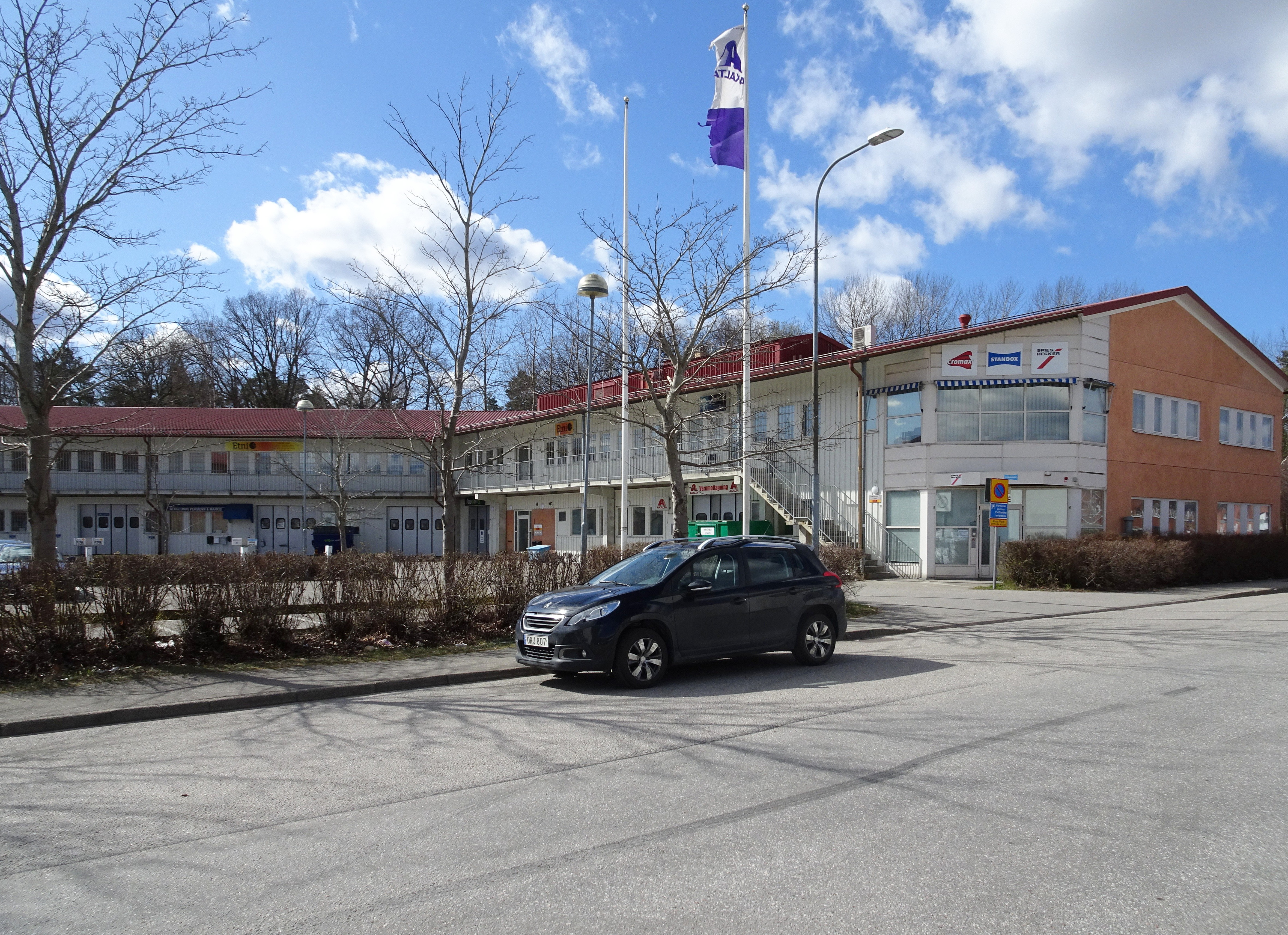
Devex Propart m.fl., Fraktflygargatan 1-7.
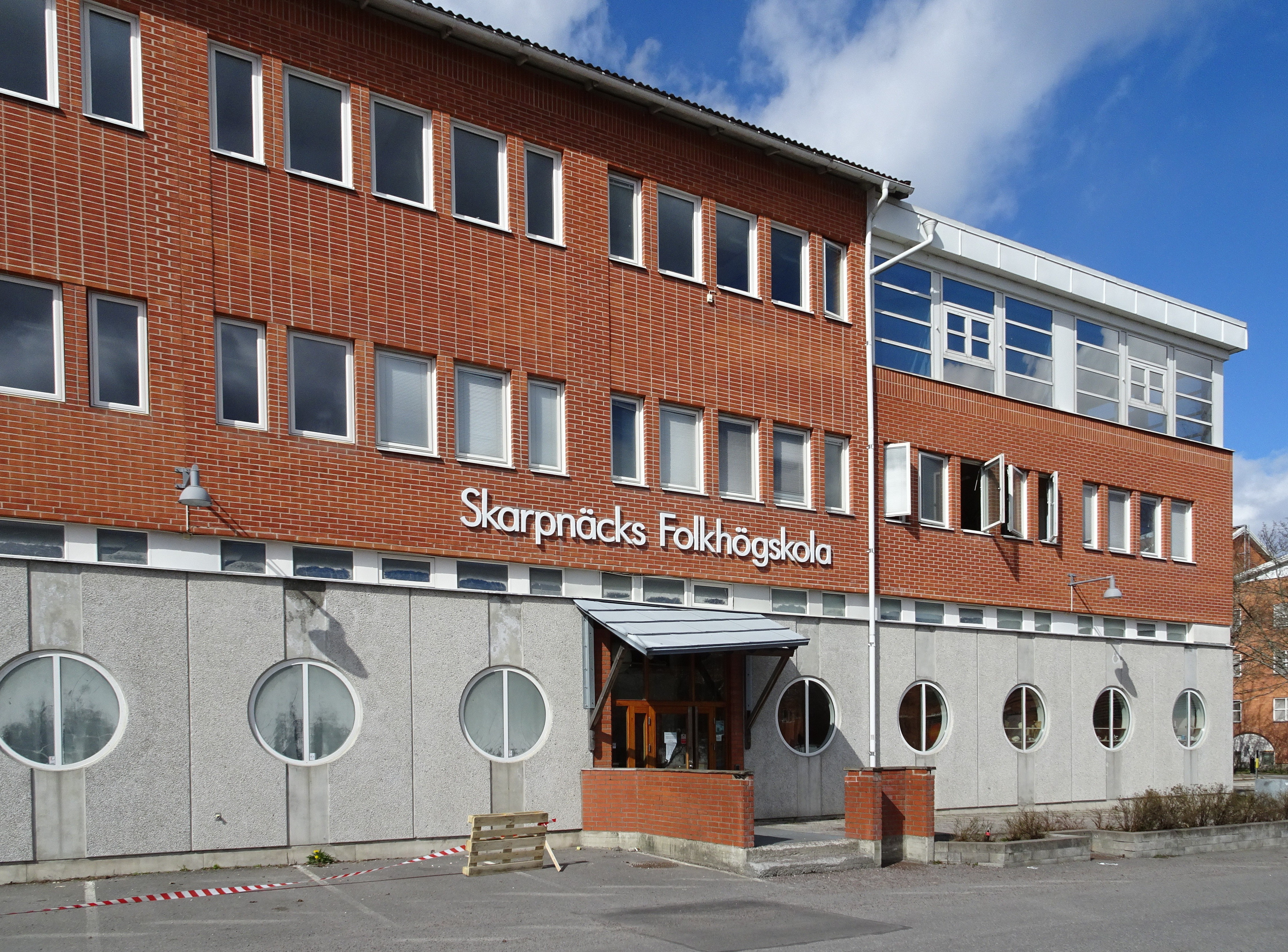
Skarpnäcks folkhögskola, Fraktflygargatan 16.